# フィルターハウス
フィルター・ハウスは、広義にはアナログ・シンセサイザーの変調効果を多用したエレクトロニック・ミュージックであるアシッド・ハウスに含まれるが、狭義としてアナログシンセのフィルターやミキサーのEQなどを用いて音色変化のスウィープ感を強調した音楽を指す。フレンチ・ハウスとほぼ同一視されており、ダフト・パンクの登場以降にシーンを席巻した。
「フィルター」とは音の周波数の一部を通さない（＝カット＝フィルターのカットオフ値を変化させることにより、音を加工する。）こと。

## ソウル・ファンクの影響
アシッドハウスとの区分ではフィルターハウスと呼ばれるものにはソウル・ミュージック、ファンクの要素が強い。

## フィルター技術
- ローパスフィルター　低音を通すフィルター（任意の地点より高い周波数の音をカット）
- ハイパスフィルター　高音を通すフィルター（任意の地点より低い周波数の音をカット）

## 主要アーティスト
- ダフト・パンク
- mike delgado
- cazals
- thomas bangalter
- Moulinex
- Stylophonic